# Aitor Ramos Leniz
Aitor Ramos (Bilbao, 11 de juny de 1985) és un exfutbolista basc, que ocupava la posició de davanter.

## Trajectòria
Després de passar per la pedrera de l'Athletic Club, Bermeo i Santutxu, a la temporada 06/07 debuta a Segona B amb la Lemona. L'any següent retorna al club de San Mamés. Milita al filial, però juga un encontre de primera divisió amb els bilbains.
No té continuïtat i prossegueix la seua carrera a equips de Segona B com l'Écija i el Barakaldo CF.